# 今泉淑夫
今泉 淑夫（いまいずみ よしお、1939年5月3日- ）は、日本の歴史学者、東京大学名誉教授。専門分野は中世文化史。

## 経歴
1939年、北海道で生まれた。東京大学大学院人文科学研究科で学び、1968年に修士課程を修了。
修了後は東京大学史料編纂所に勤務。1971年に講師、1979年に助教授、1985年に教授昇格。2000年に東京大学を定年退官し、名誉教授となった。その後は図書館情報大学教授となったが、大学統合により統合後は筑波大学教授。2005年に筑波大学を定年退官した。

## 著作
著書
- 『安土桃山文化』教育社歴史新書(日本史) 1979
- 『桃源瑞仙年譜』春秋社 1993
- 『東語西話 室町文化寸描』吉川弘文館 1994[3]
- 『日本中世禅籍の研究』吉川弘文館 2004[4]
- 『彭叔守仙禅師』平住仰山 2005

- 『一休とは何か』吉川弘文館(歴史文化ライブラリー) 2007[5]
  - オンデマンド版 2019
- 『世阿弥』吉川弘文館(人物叢書) 2009[6]
- 『禅僧たちの室町時代：中世禅林ものがたり』吉川弘文館　2010[7]
- 『亀泉集証』吉川弘文館(人物叢書) 2012[8]
  - オンデマンド版 2024年

共編著
- 『新総括日本史 大学受験』編著、数研出版 1994
- 『本覚国師虎関師錬禅師』早苗憲生共編著、東福寺派海蔵院 1995
- 『日本仏教史辞典』編、吉川弘文館 1999[9]
- 『禅と天神』島尾新共編、吉川弘文館 2000[10]
- 『事典日本の名僧』編、吉川弘文館 2005[11]
- 『日本思想史辞典』石毛忠・笠井昌昭・原島正・三橋健共編、山川出版社　2009

校訂
- 『鹿苑院公文帳』続群書類従完成会(史料纂集) 1996
- 『一休和尚年譜』(全2巻) 校注、平凡社東洋文庫 1998

論文
- <CiNii(今泉淑夫)

## 参考
- 一休とは何か - 紀伊国屋書店BookWeb
- 日本中世禅籍の研究 - 紀伊国屋書店BookWeb